# 삼성 NX 시리즈

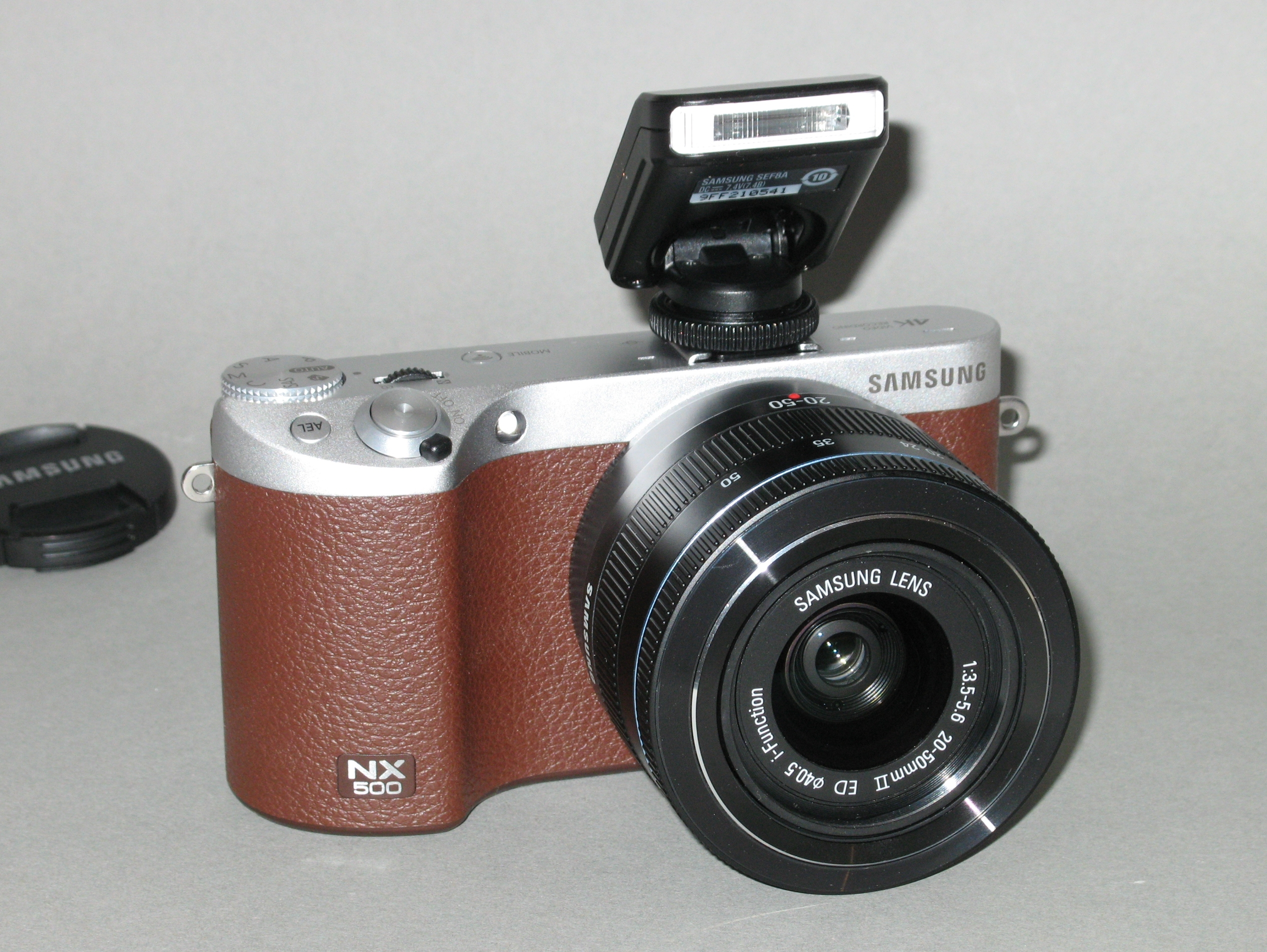

삼성 NX 시리즈(Samsung NX series)는 삼성전자의 삼성 NX 렌즈 마운트를 장착한 APS-C 미러리스 렌즈 교환식 카메라 시리즈의 하나로, 2010년 도입되었다.
APS-C 이미지 센서는 1.54× 크롭 팩터를 지원한다. 광학 이미지 안정화가 렌즈 중 일부에 포함되며, 이 때 "OIS"로 표기된다. NX 렌즈의 자동 포커스는 렌즈에 내장된 전용 전자 모터에 의해 처리된다.

## 카메라
- 삼성 NX10 (출시일: 2010년 1월, 전 세계)
- 삼성 NX5 (출시일: 2010년 6월, 영국, 노르딕, 대한민국 시장에서만)
- 삼성 NX100 (출시일: 2010년 9월, 전 세계)
- 삼성 NX11 (출시일: 2010년 12월, 전 세계)
- 삼성 NX200 (출시일: 2011년 9월, 전 세계)[1]
- 삼성 NX20 (출시일: 2012년 4월)
- 삼성 NX210 (출시일: 2012년 4월)
- 삼성 NX1000 (출시일: 2012년 4월)
- 삼성 NX300 (출시일: 2013년 1월)[2]
- 삼성 NX1100 (출시일: 2013년 4월)[3]
- 삼성 NX2000 (출시일: 2013년 5월)[4]
- 삼성 갤럭시 NX (출시일: 2013년 6월, 안드로이드 인터페이스 포함)
- 삼성 NX300M (출시일: 2013년 10월)
- 삼성 NX30 (출시일: 2014년 1월)[5]
- 삼성 NX 미니 (출시일: 2014년 4월)
- 삼성 NX3000 (출시일: 2014년 6월): 삼성 NX 미니와 더 큰 삼성 NX300의 타협점[6]
- 삼성 NX1 (출시일: 2014년 11월)[7]
- 삼성 NX500 (발표일: 2015년 2월)
- 삼성 NX3300 (발표일: 2015년 2월)

## NX 마운트 렌즈
2015년 2월 기준으로, 15가지 삼성 렌즈를 구매할 수 있다. 2015년 2월 기준으로 NX 마운트는 적어도 하나의 추가 제조업체에 의해 지원된다: 자동 초점 / 영상 흔들림 방지 없는 렌즈만 조달하는 삼양옵틱스.

## NX 시리즈의 현 상태
삼성으로부터 NX 브랜드의 현재 상태에 대한 자세한 공식 발표가 올라오지는 않았다. 삼성이 주요 시장에서 카메라 사업을 철수한 것은 널리 알려져 있다. 이로 인해 NX는 삼성에 의해 버림받은 것으로 추측된다. 추가 개발은 예상되지 않는다.